# Grójecki
Grójecki là một huyện thuộc tỉnh Mazowieckie của Ba Lan. Huyện có diện tích 1268 km². Đến ngày 1 tháng 1 năm 2011, dân số của huyện là 97161 người và mật độ 77 người/km².